# Lijst van golfbanen ontworpen door Jack Nicklaus
Jack Nicklaus  is betrokken geweest bij het ontwerp van bijna 400 golfbanen. Hieronder een lijst die tot juli 2013 is bijgewerkt.
Jack Nicklaus was nog geen dertig jaar toen Pete Dye hem om advies vroeg en verdere samenwerking resulteerde in de  Harbour Town Golf Links, die in 1969 werd geopend. Ook zijn volgende ontwerpen werden met Pete Dye of Desmond Muirhead gemaakt.

Zijn eerste zelfstandige ontwerp maakte hij vlak bij zijn ouderlijk huis. Het was het ontwerp van de Muirfield Village Golf Club, waar sinds 1976 de Memorial Tournament wordt gespeeld en waar in 1987 de Ryder Cup kwam en in 1998 de Solheim Cup  werd gespeeld.
Het bureau van Nicklaus, Nicklaus Design, heeft al bijna 400 golfbanen ontworpen. Hij werkt samen met zijn vier zonen Jack,  Steven, Gary en Michael en zijn schoonzoon Bill O'Leary, en in 2008 werd het ontwerpteam uitgebreid met Chris Cochran en Jim Lipe.
De banen liggen verspreid over de wereld. In Mexico heeft hij 23 banen aangelegd. In armere landen worden de golfbanen vaak gezien als toeristische trekpleister.

## Overzicht

### Banen die reeds geopend zijn
| 1969 - Harbour Town Golf Links, i.s.m. Pete Dye 1970 - Grand Geneva Resort, Lake Geneva, WI - John's Island - South Course, Vero Beach, FL 1972 - Wabeek Country Club, Bloomfield Hills, MI 1973 - Golf Center at Kings Island - Bruin, Mason, OH - Golf Center at Kings Island - Grizzly, Mason, OH - Mayacoo Lakes Country Club, West Palm Beach, FL - New Saint Andrews Golf Club, Otawara, Tochigi 1974 - Muirfield Village, Dublin, OH, waar vanaf 1976 het Memorial Tournament wordt gespeeld. 1976 - Glen Abbey Golf Course, Oakville, Ontario - La Moraleja Golf, Alcobendas, Madrid - Shoal Creek Golf and Country Club, Birmingham, AL 1977 - The Australian Golf Club, Rosebery, NSW, renovatie 1978 - The Greenbrier – The Greenbrier Course, White Sulphur Springs, WV (renovatie) 1980 - Bear's Paw Country Club, Naples, FL - Lochinvar Golf Club, Houston, TX 1981 - Annandale Golf Club, Madison, MS - Castle Pines Golf Club, Castle Rock, CO - The Club at Morningside, Rancho Mirage, CA - The Hills of Lakeway - The Hills Country Club Course, Austin, TX - Sailfish Point Golf Club, Stuart, FL - Turtle Point Golf Club, Kiawah Island, SC 1982 - Bear Creek Golf Club, Murrieta, Fresno County, CA - The Country Club at Muirfield Village, Dublin, OH 1983 - Atlanta Country Club, Atlanta, GA, renovatie - Park Meadows Country Club, Park City, UT 1984 - Bear Lakes Country Club, West Palm Beach, FL - Country Club of the Rockies, Edwards, CO - Desert Highlands, Scottsdale, AZ - Elk River Golf Club, Banner Elk, NC - Grand Cypress Golf Club, Orlando, FL - Grand Traverse Resort, Acme, MI - La Paloma Country Club, Tuscon, AZ - The Loxahatchee Club, Jupiter, FL - Meridian Golf Club, Englewood, CO 1985 - Bear Lakes Country Club - Lakes Course, West Palm Beach, FL - Britannia Golf and Beach Club, Grand Cayman - St. Andrews Golf Club, Hastings-on-Hudson, NY (renovatie ) 1986 - The Country Club at Castle Pines, Castle Rock, CO - The Country Club of Louisiana, Baton Rouge, LA - Dallas Athletic Club - Blue Course, Dallas, TX - St. Mellion Hotel Golf & Country Club, Cornwall - Valhalla Golf Club, Louisville, KY 1987 - Bear Lakes Country Club - Links Course, West Palm Beach, FL - Breckenridge Golf Club, Breckenridge, CO - Country Club of The South, Alpharetta, GA - Daufuskie Island Club - Melrose Course, Hilton Head Island, SC - Desert Mountain - Cochise, Scottsdale, AZ - Desert Mountain - Renegade, Scottsdale, AZ - PGA West - Private Course, La Quinta, CA - PGA West - Resort Course, La Quinta, CA 1988 - English Turn Golf & Country Club, New Orleans, LA - Golf Club Crans-sur-Sierre, Crans-Montana - Golf Club Gut Altentann, Henndorf, Salzburg - Grand Cypress Golf Club - New Course, Orlando, FL - Kauai Lagoons - Kiele Course, Lihue, HI - Pawleys Plantation, Pawleys Island, SC - Ptarmigan Country Club, Fort Collins, CO - Richland Country Club, Nashville, TN - Sunny Field Golf Club, Gozenyama, Ibaraki 1989 - Avila Golf & Country Club, Tampa, FL - Dallas Athletic Club - Gold Course, Mesquite, TX - Desert Mountain - Geronimo, Scottsdale, AZ - Eagle Oaks Golf Club, Farmingdale, NJ - Kauai Lagoons - Mokihana Course, Lihue, HI - The Long Bay Club, Longs, SC - National Golf Club, Village of Pinehurst, NC - Sherwood Country Club, Thousand Oaks, CA - Shimonoseki Golden Golf Club, Shimonoseki, Yamaguchi - St. Creek Golf Club, Asuke, Aichi - Sycamore Hills Golf Club, Fort Wayne, IN - Wynstone Golf Club, North Barrington, IL 1990 - Country Club of Landfall, Wilmington, NC - Governors Club, Chapel Hill, NC - Japan Memorial Golf Club, Yakawa-cho, Nara - Oakmont Golf Club, Yamazoe, Nara - PGA National, Palm Beach Gardens, FL (renovatie) - TPC of Michigan, Dearborn, MI 1991 - Colleton River Plantation Club, Bluffton, SC - Dove Canyon Country Club, Dove Canyon, CA - Hanbury Manor, Ware, Hertfordshire - Hokkaido Classic Golf Club, Hayakita, Hokkaido - Ibis Golf & CC - Heritage, West Palm Beach, FL - Ibis Golf & CC - Legend, West Palm Beach, FL - Legacy Golf Links, Aberdeen, NC - Mission Hills Golf Club - Kanchanaburi, Thamuang, Kanchanaburi - Mount Juliet Golf Club, Thomastown, County Kilkenny - Paris International Golf Club, Parijs 1992 - The Club at Nevillewood, Nevillewood, PA - Damai Indah Golf & Country Club, Jakarta, Banten - Glenmoor Country Club, Canton, OH - Great Waters at Reynolds Plantation, Greensboro, GA - Hananomori Golf Club, Ohira, Miyagi - Huis Ten Bosch Country Club, Seihi, Nagasaki - Komono Golf Club, Komono, Mie - Manila Southwoods Golf & Country Club - Legends, Carmona, Cavite - Natural Park Ramindra Golf Club, Klongsamwa, Bangkok - New Albany Country Club, New Albany, OH 1993 - The Challenge at Manele, Lanai City, HI - Chang An Golf & Country Club, Hukou, Hsinchu - Chung Shan Hot Spring Golf Club, Zhongshan City, Guangdong - Country Club of the North, Beavercreek, OH - Gleneagles Hotel - The PGA Centenary Course - Golden Bear Golf Club at Indigo Run, Hilton Head Island, SC - Laem Chabang International Country Club, Sriracha, Chonburi - Leo Palace Resort Manenggon Hills, Barrigada, GMF, Guam - Manila Southwoods Golf & Country Club - Masters, Carmona, Cavite - The Medallion Club, Westerville, OH - Mission Hills Khao Yai Golf Club, Pak Chong, Nakhon Ratchasima - Palmilla Golf Club, Los Cabos, Baja California Sur - Santa Lucia River Club at Ballantrae, Port St. Lucie, FL - Sendai Minami Golf Club, Shibat-gun, Miyagi-ken - Springfield Royal Country Club, Cha-Am, Phetchaburi - Sungai Long Golf & Country Club, Kajang, Selangor 1994 - Barrington Golf Club, Aurora, OH - Cabo del Sol - Ocean Course, Cabo San Lucas, Baja California Sur - Castlewoods Country Club - The Bear, Brandon, MS - Ishioka Golf Club, Ogawa, Ibaraki - London Golf Club - The Heritage, Ash, Kent - London Golf Club - The International Course, Ash, Kent - Miramar Linkou Golf & Country Club, Linkou Hsiang, Taipei - Mission Hills Golf Club - World Cup Course, Shenzhen - Montecastillo Hotel & Golf Resort, Jerez - The Zenzation, Pak Chong, Nakhon Ratchasima 1995 - Borneo G&CC, Bongawan, Sabah - Bukit Darmo Golf Club, Surabaya - Eagle Bend Golf Club - Championship Course, Big Fork, MT - Emeralda G&CC - Plantation N.Course, Cimanngis, Bogor - La Gorce Country Club, Miami Beach, FL (redesign) - Le Robinie Golf & Sporting Club, Solbiate Olona, Varese - Mission Hills Golf Club - Valley Course, Shenzhen - President Country Club, Tochigi - Sanyo Golf Club, Okayama - Tamarin Santana Golf Club, Batam, Riau - Williamsburg National, Williamsburg, VA 1996 - Bearpath G&CC, Eden Prairie, MN - Bukit Barisan Country Club at Medan, Medan, Sumatera Utara - Country Club Bosques, Hidalgo, Distrito Federal - Desert Mountain - Apache, Scottsdale - Golf Club at Indigo Run, Hilton Head Island, SC - The Golf Club of Purchase, Purchase, NY - Hammock Creek Golf Club, Palm City, FL - Hertfordshire Golf & Country Club, Hertfordshire - Hibiki no Mori Country Club, Kurabuchi, Gunma - Hualalai Golf Club, Kailua-Kona, HI - Lakelands Golf Club, Robina, Queensland - Nicklaus North Golf Course, Whistler, British Columbia - Rokko Kokusai, Kobe, Hyogo - Ruby Hill Golf Club, Pleasanton, CA - Southshore at Lake Las Vegas, Henderson, NV - Sun Belgravia Golf Club, Nukata, Aichi - Top of the Rock Golf Course, Ridgedale, MO 1997 - Aspen Glen Golf Club, Carbondale, CO - Bintan Lagoon - Seaview Course, Bintan, Riau - Empire Hotel & CC, Negara Brunei Darussalam, Jerudong - Forest Hills G&CC, Inarawan, Antipolo - Golf Club Gut Lärchenhof, Keulen - Great Bear G&CC, East Stroudsburg, PA - James Island, Victoria, British Columbia - Legends Golf & Country Resort, Kulai, Johor - Montreux G&CC, Reno, NV - Old Works Golf Course, Anaconda, MT - Ruitoque Country Club, Bucaramanga - Salem Glen Country Club, Clemmons, NC - Spring City Resort, Kunming City, Yunnan - Stonewolf Golf Club, Fairview Heights, IL - Suzhou Sunrise Golf Club, Suzhou, Jiangsu - Taman Dayu Club, Pandaan, Oost Java 1998 - Arzaga Golf Club, Drugolo di Lonato, Brescia - The Bear Trace at Cumberland Mountain, Crossville, TN - Carden Park, Cheshire - Classic Golf Resort - Basant Lok, Vasant Vihar, New Delhi - Grand Haven Golf Club, Palm Coast, FL - J&P Golf Club, Utsonomiya, Tochigi - Laurel Springs Golf Club, Suwanee, GA - Legends West at Diablo Grande, Patterson, CA - Nanhu Country Club, Guangzhou, Guangdong - Pecanwood Estate, Hartebeespoort Dam, Guateng - Phoenix Park Golf Club, Pyeongchang, Gangwon-do - Reflection Bay Golf Club at Lake Las Vegas, Henderson, NV - Sherwood Hills Golf & Country Club, Trece Martires, Cavite - Superstition Mountain G&CC - Prospector, Superstition Mountain, AZ - Vermont National Country Club, South Burlington, VT - Westlake Golf & Country Club, Hangzhou, Zhejiang | 1999 - Alabang Country Club, Alabang, Muntinlupa - Aliso Viejo Golf Club, Aliso Viejo, CA - Aston Oaks, North Bend, OH - The Bear Trace at Harrison Bay, Harrison, TN - The Bear Trace at Tims Ford, Winchester, TN - Camp John Hay, Bagio, Benguet - The Club at Twin Eagles, Naples, FL - Coyote Creek Golf Club - Tournament Course, San Jose, CA - Desert Mountain - Chiricahua, Scottsdale, AZ - El Dorado Golf & Beach Club, San Jose del Cabo, Baja California Sur - Estrella Mountain Ranch Golf Club, Goodyear, AZ - Four Seasons Golf Club Punta Mita, Punta Mita, Nayarit - The Golden Bear Club at Keene's Pointe, Windermere, FL - The Golf Club at Mansion Ridge, Monroe, NY - Grand Bear Golf Course, Saucier, MS - New Capital Golf Club, Yamaoka, Gigu - Okanagan Golf Club, Kelowna, Brits-Columbia - Palm Island Golf Club, Hui Yang City, Guangdong - Palmilla Ocean Nine, San Jose del Cabo, BCS - Punta Mita Club de Golf - Pacifico Course, Punta Mita, Nayarit - The Roaring Fork Club, Basalt, CO - Rocky Gap Lodge & Golf Resort, Flintstone, MD - Shanghai Links Golf & Country Club, Pudong New Area, Shanghai - Spring Creek Ranch, Collierville, TN - Superstition Mountain Golf & Country Club - Lost Gold, Superstition Mountains, AZ - TPC Snoqualmie Ridge, Snoqualmie, WA 2000 - Achasta Golf Club, Dahlonega, GA - Bear Creek Golf Course at Chandler, Chandler, AZ - The Bear Trace at Chickasaw, Henderson, TN - The Bear's Club, Jupiter, FL - Bear's Paw Japan Country Club, Kouga-gun, Shiga-ken - The Club at Porto Cima, Lake Ozark, MO - Country Club of Landfall II, Wilmington, NC - Gapyeong Benest Golf Club, Gapyeong-gun, Kyonggi-do - Gapyeong Benest Golf Club, JN Course, Gapyeong-gun, Kyonggi-do - Heritage Golf & Country Club, Melbourne, Victoria - Las Campanas - Sunset, Santa Fe, NM - The Ocean Course at Hammock Beach, Palm Coast, FL - Pasadera Country Club, Monterey, CA - Whispering Pines Golf Club, Trinity, TX - Winghaven Country Club, O'Fallon, MO 2001 - Bear Creek Golf Course at Chandler - Short Course, Chandler, AZ - Bear Trace at Ross Creek Landing, Clifton, TN - Bear's Best Las Vegas, Las Vegas Valley, NV - Breckenridge - Elk Nine, Breckenridge, CO - The Club at Carlton Woods, The Woodlands, TX - Coyote Creek Golf Club, Bartonville, IL - Coyote Creek Golf Club - Valley Course, San Jose, CA - Cozumel Country Club, Cozumel, Quintana Roo - Ibis Golf & CC - Tradition, West Palm Beach, FL - Mayacama Golf Club, Santa Rosa, CA - Montreux - 3 Holes, Reno, NV - Nicklaus Golf Club at Lionsgate, Overland Park, KS - Olympic Staff Ashikaga Golf Course, Ashikaga, Tochigi - Pine Valley G&CC - Golden Bear Course, Peking, Changping - Ross Creek Landing, Clifton, TN - The Summit at Cordillera, Edwards, CO - Vista Vallarta Golf Club, Puerto Vallarta, Jalisco - WuYi Fountain Palm Golf Club, Jiangmen, Guangdong 2002 - Bear's Best Atlanta, Suwanee, GA - Canadas De Santa Fe, Mexico-Stad - Cherry Creek Country Club, Denver, CO - Cimarron Hills Country Club, Georgetown, TX - The Club at Hokuliʻa, Kailua Kona, HI - Dalhousie Golf Club, Cape Girardeau, MO - The Hills of Lakeway - The Flintrock Fans Course, Austin, TX - Hokulia Golf Club, Kailua-Kona, HI - Lost Tree Club, North Palm Beach, FL (redesign) - The Moon Palace Golf Club, Cancún, Quintana Roo - Northern Bear Golf Club, Sherwood Park - Pinehills Golf Club, Plymouth, MA - The Reserve at Lake Keowee, Sunset, SC - Reserve Club at Woodside Plantation, Aiken, SC - The Ritz-Carlton Golf Club and Spa, Jupiter, FL - Takaraike Golf Course, Nara - The Tradition Golf Club, Okazaki-shi, Aichi 2003 - Arabian Ranches, Dubai - The Bear's Club Par 3, Jupiter, FL - Bear Mountain Golf & Country Club, Victoria - The Bull at Pinehurst Farms, Sheboygan Falls, WI - The Club at Longview, Charlotte, NC - Desert Mountain - Outlaw, Scottsdale, AZ - Mayan Palace - Riviera Maya, Riviera Maya, Quintana Roo - Pearl Valley Golf Estate & Spa, Franschhoek, West-Kaap - Royal Palm Yacht & Country Club, Boca Raton, FL - Sagamore Club, Noblesville, IN 2004 - Angeles National Golf Club, Sunland, CA - Chapelco Golf & Resort, San Martin de los Andes, Neuquén - The Club at Pronghorn, Bend, OR - Laguna Del Mar, Puerto Peñasco, Sonora - May River Club, Bluffton, SC - Mission Hills Phuket Golf Resort & Spa, Talang, Phuket - Old Greenwood, Truckee, CA - Toscana Country Club, Indian Wells, CA - Traditions Club, Bryan, TX - Tres Marias Golf Club, Morelia, Michoacan 2005 - Bay Creek, Cape Charles, VA - Bay Point Golf Club, Panama City Beach, FL (renovatie) - Bayside Resort Golf Club, Selbyville, DE - The Bridges Golf & Country Club, Montrose, CO - Champions Retreat Golf Club - Bluffs Course, Augusta, GA - The Cliffs at Walnut Cove, Asheville, NC - Club Polaris Golf Resort, Seoul - Escena, Palm Springs, CA - Machynys Peninsula Golf Club, Carmarthenshire - Moon Palace - 3rd Nine, Cancun, Quintana Roo - Olympic Country Club - Lake Tsuburada, Misato-cho, Saitama Prefecture - Palisades Country Club, Charlotte, NC - Simola Golf & Country Lodge, Knysna - Toscana Country Club - North, Indian Wells, CA 2006 - Real de Faula, Xeresa, Valencia - The Broadmoor Golf Club, Colorado Springs, CO - Cordillera Ranch, Boerne, TX - Dismal River Club, Mullen, NE - Polaris World La Torre Golf Resort, Torre Pacheo, Murcia - North Palm Beach Country Club, North Palm Beach, FL - The Peninsula, Puerto Penasco, Sonora - The Peninsula Golf & Country Club, Millsboro, DE - Punta Espada, Punta Cana, La Altagracia - Puntiro Golf Club, Mallorca - Reserve Club at St James Plantation, Southport, NC - The Retreat Golf & Country Club, Corona, CA - Scarlet Course at Ohio State University, Columbus, OH (renovatie) - Sebonack Golf Club, Southhampton, NY - Sherwood Lake Club, Thousand Oaks, CA - St Francis Links, Sint-Francisbaai 2007 - Asturiano Golf Club, Cuautla - The Cliffs at Keowee, Sunset, SC - Club Campestre, Cabo San Lucas - Cougar Canyon Golf Links, Trinidad, CO - El Valle Golf Resort, Torre Pacheco - The Kinloch Club/Jack Nicklaus GC New Zealand, Kinloch, Noan Island - La Loma Club de Golf, San Luis Potosí - Monte Rei, Faro - Moorea Golf Resort, Moorea - Nordelta, Buenos Aires - Oak Valley Resort, Wonju, Kangwan-Do - Old Corkscrew, Estero, FL - Pine Valley Golf & Country Club - Nicklaus Course, Beijing - Promontory, The Ranch Club, Park City, UT - Real de Faula II, Benidorm, Valencia - Sky 72 Golf Club - Ocean Course, Incheon - Suzhou Sunrise II, Lumu Town, Suzhou - The Tradition Course Ginn Reunion Resort, Kissimmee, FL - Villaitama & Villaitama II, Benidorm - Whispering Oak at Verandah Club, Fort Myers, FL 2008 - Bear Lake Golf Club, Cashiers, NC - Bosque Real, Mexico-Stad - The Club at Creighton Farms, Loudoun County, VA - Coyote Springs - The Chase, Clark County, NV - Donneako Country Club, Seogwipo, Jeju (eiland) - El Rio Country Club, Guadalajara - Hacienda Riquelme Golf Resort, Riquelme - The Idaho Club, Sandpoint, ID - Killeen Castle Golf Resort, Dublin - Puerto Los Cabos, Punta Gorda - Riviera Cancun, Tecera Etapa de Cancun, Quintana Roo - Samanah Country Club, Marrakesh - Shadow Creek, Peking - Temae Resort, Tahiti - Tseleevo Golf Polo Club, Moskou - Yucatan Village & Resort, Mérida, Yucatán 2009 - Bear Mountain Resort - Valley Course, Victoria BC - Punta Mita Bahia, Punta Mita - Red Ledges, Heber City, UT - The Ritz Carlton Golf Club, Dove Mountain, Tucson, AZ - Serengeti Golf and Wildlife Estate, Johannesburg - Twelve Oaks, Raleigh, NC - Twelve Shores Golf Club, Logan, NM 2010 - Angel Hill, Chongqing - Applecross Country Club, East Brandywine, PA - Cao Fei Dian Golf Club, Tangshan City - Condado de Alhama I, Torre Pacheco - Fyre Lake National, Sherrard, IL - Gold Golf Country Club - Pines Course, Senica - Hampton Pointe at New River, Hilton Head, SC - Houghton Golf Club, Johannesburg - Jack Nicklaus Golf Club Korea, Songdo City - Kingrun Nanshan Golf Club, Chongqing - Las Terrazas de La Torre Golf Resort, Torre Pacheco - Mar Menor Golf Resort, Torre Pacheco - Mayan Palace Puerto Penasco II, Puerto Penasco - Paradise Ranch Resort, Grants Pass, OR - Pine Valley Executive Course, Peking - Timber Banks Golf Club, Syracuse, NY - Westham Golf Club at Magnolia Green, Chesterfield Co., VA - Yeoju Grand CC, Yeoju, Kyunggi-do - The Golf Club at Harbor Shores, Benton Harbor, MI 2011 - Kauai Lagoons Golf Club, renovatie 2012 - Penati Golf Resort |

### Nog niet geopend / renovatie
| - Al-Zorah - Ariul Golf Resort & Spa - Cap Cana, Bluffs Course, Punta Cana - Cebu Country Club - E Mei Mountain - Eden Resort - Forest Lakes Country Club, Nova Scotia - Gran Phnom Penh Golf Club - HK Practice Facility - Jack Nicklaus Golf Club Anguilla, Anguilla - Keoje Golf Club - Legend Hill Golf Resort | - Ludhiana - The Reserve at Moonlight Basin, Big Sky, MT - Nicklaus Club, Beijing - Qabala Golf Resort - The Ritz-Carlton, Cairo - Rothbury Country Resort, Cessnock, NSW - Steyn Golf Club - Souen Golf Club [dode link] - Ullna Golf Club, Roslagsvagen, Akersberga, renovatie - Viveros Resort - Las Perlas Panama, Isla Viveros |

| In onderhandeling - Baha Mar, Nassau, Bahama's - Bear Creek at Burrus Ridge, Nashville, TN - Bear's Best Cheongna, Cheongna Golf District, Incheon - Beihai II, Beihai, Silver Beach - Brasov, Boekarest - Bucharest Golf Club, Boekarest - Buenaventura Golf Club, Farallón, Coclé, Panama - Campeche Playa Golf Marina & Spa Resort, Campeche, Yucatan Peninsula - Cana Bay Golf Club, Punta Cana, La Altagracia - Cap Cana - Las Iguanas, La Altagracia - Chambord Country Club, Parijs - Chiba National Golf Club, Chiba - Chongming Island Golf Club, Chenjia Town, Chongming County - Ciputra Hanoi International Golf Club, Hanoi - Collina Tinta, Hurricane, UT - Condado de Alhama II, Torre Pacheco - Condado de Alhama III, Torre Pacheco - Coyote Springs, Clark County, NV - Coyote Springs 2nd Clark County, NV - Coyote Springs 3rd Clark County, NV - Cristallago, Lakeport, CA - Dalquharran Castle, South Ayrshire - Deqing New Century, Zhejiang Province - Dneprovskaya Riviera, Kiev - EnVain SeniorTown, Chuncheon, Kangwan-do - Fazenda Serrazul, Fazenda SerrAzul - Ferry Point, Bronx, NY - Fusong, Baishan City, Jilin Province - Grand Phnom Penh Golf Club, Phnom Penh - Grandvista, Maricopa County, AZ - Guacalito Golf Club, Rivas, - Guanacaste Country Club, Liberia - Guiyang Golf Club, Guiyang, Guangxi - Hai Xi International Golf Course, Ma Yang Xi Ecotourism Area, Fujian Province - Headwaters Golf Club, Granby, CO - Heawon, Gangwon-Do - Hunest Golf Resort, Hong Cheon, Kangnam-do - Ibar Golf Club, Dolna Bania, Sofia Region - Jack Nicklaus Golf Club of the Bahama's, Royal Island - Jack Nicklaus Golf Club Patagonia, Bariloche - Jack Nicklaus Golf Club St. Lucia, Point Hardy - Jakarta Golf Club, Jakarta - Jeffrey's Bay, Jeffrey's Bay - Jiangsu, Jurong City, Jiangsu Province - Jin Hae, JinHae, Kynungsangnam-do - Jinhai Lake Resort, Pinggu District, Beijing - Kalhaar Blues & Greens, Ahmedabad - Karibana, Cartagena - Kilada Hills, Kilada - Kingman Arizona, Kingman, AZ | - Kobe Country Club, Kobe - Kuaradé, Luis Correia, Piauí - Kunming Country Club, Kunming, renovatie - Limni Golf Resort, Pafos - Long Phuoc Golf Course, Ho Chi Minh City - Los Canales de plottier Patagonia Golf and Resort, Neuquén - Ludhiana - Maya Island, Abu Dhabi - Mayan Palace - Nuevo Vallarta, Nuevo Vallarta - Mayazama, Tulum - Meletse, Waterberg - Monsaraz, Monsaraz, - Montecito Country Club, Santa Barbara (Californië) - Palm Hills Golf Club & Resort, Cairo - Papua New Guinea, Bootless Bay - Patagonia Virgin, Frutillar, Tenth Region - Penasco Bay, Puerto Penasco - Peninsula Papagayo, Costa Rica - Pielsticker/Raevo, Moskou - Pilará, Pilar - Porto Mariccio, Istrian Peninsula - Potomac Harbor, Prince William County, VA - Punta Gorda - Queens Gap Golf Club, Lake Lure, NC - Quivira Los Cabos, Cabo San Lucas - Rock Creek, Lake Texoma, TX - Royal Maluti, Clarens, Free State - Sabana Falls Golf Course, El Salto, Liberia - Safisa Palace, Antalya - Salamansa Sands, Sao Vicente - Santa Maria Golf & Country Club, Panama City - Sanya Resort & Golf Club, Li Race Autonomous County, Hainan - Seaside Mariana Spa & Golf Resort, Pochomil - Serra de Santa Clara, Sao Paulo - Shin Do Golf Club, Chuncheon, Kangwan-do - Sitia Bay, Sitia Bay, - Soto de Mozanaque, Alcobendas, Madrid - St. Elisabeth Golf Resort, Limassol - Sint-Petersburg - Summit Rock, Horseshoe Bay, TX - Tae Woong Golf Club, Hong Cheon, Kangnam-do - Tramore, Waterford - Trellis Bay, Tortola - Tripoli Golf Club, Tripoli - Tuscany Hills, Copperopolis, CA - Ury Estate, Stonehaven - Valle Del Golf, Cordoba - Veracruz Intra, Veracruz - Windrose, Pawling - Xi'an Golf Club, Xi'an City, Shanxi Province - Xiaoshan New Century, Zhejiang Province - Yasmine Golf Club, Hammamet - Zacatecas, Zacatecas |